# Biga
Biga là một huyện thuộc tỉnh Çanakkale, Thổ Nhĩ Kỳ. Huyện có diện tích 1354 km² và dân số thời điểm năm 2007 là 79569 người, mật độ 59 người/km².